# En liten film om konsten att döda
En liten film om konsten att döda är en dramafilm från 1988 av den polske regissören Krzysztof Kieślowski. Manuskriptet skrevs av Kieślowski tillsammans med Krzysztof Piesiewicz.
Filmen är en förlängd version av Dekalogen V från TV-serien Dekalogen. Den utspelar sig i det samtida Polen och behandlar teman kring mord och dödsstraff med jämförelser mellan en enskild individs handling och en stats avrättning av en människa. 
Filmen vann två priser vid Filmfestivalen i Cannes 1988 och blev dessutom nominerad till Guldpalmen.